# 熊征宇
熊征宇（1970年6月—），男性，湖北咸宁人，1991年7月参加工作，1991年6月加入中国共产党，在职硕士研究生学历，拥有经济学硕士学位。中华人民共和国政治人物。

## 人物经历
熊征宇早年在湖南长沙交通学院就读，毕业后回到咸宁地区（今咸宁市），长期在该市交通主管机关任职。2006年，出任中共通山县委副书记、县长。2008年，当选为湖北省人大代表。其后历任中共赤壁市委副书记、市长，中共通城县委书记、中共嘉鱼县委书记等职。熊征宇主政嘉鱼县期间，因为表现优异，在2015年6月被中共中央組織部授予「全國優秀縣委書記」榮譽稱號。
2016年4月，升任中共咸宁市委常委、市人民政府常务副市长。2017年6月，在中共湖北省第十一届纪律检查委员会第一次全体会议上，当选为中共湖北省纪委常委。
2021年1月，转任中共孝感市委副书记、市人民政府市长。2022年6月，回到中共湖北省纪委、出任纪委副书记、湖北省监察委员会副主任。
2023年2月，接替已经调任宁夏回族自治区人民政府副主席的王立，出任中共宜昌市委书记。